# NAT5
La subunidad catalítica del complejo N-terminal acetiltransferasa B NAT5 es una enzima que en los seres humanos está codificada por el gen NAT5. N-alfa-acetiltransferasa que acetila el extremo N-terminal de las proteínas que retienen su metionina de inicio. Tiene una amplia especificidad de sustrato, siendo capaz de acetilar la metionina iniciadora de la mayoría de los péptidos. Componente no esencial de la acetiltransferasa N-terminal de NatA.